# 広島県道277号古市広島線
広島県道277号古市広島線（ひろしまけんどう277ごう ふるいちひろしません）は、広島県広島市安佐南区から広島市西区に至る一般県道である。

## 概要
広島市安佐南区古市3丁目から広島市西区横川町3丁目に至る。
JR西日本可部線 古市橋駅前から祇園地区を抜けて太田川放水路を渡り、三篠町を通って横川に至る。県道認定前は国道54号であったことから旧道と呼ばれ、この道を通るバス（広島交通）も行先表示に「旧道経由」と表示している。
交通量が多い一方で道が狭く、前述のとおりバスも通ることから通行には注意が必要。

### 路線データ
- 起点：広島市安佐南区古市3丁目（古市橋駅前交差点、広島県道38号広島豊平線旧道交点）
- 終点：広島市西区横川町3丁目（横川駅（東）交差点、国道183号交点）
- 総延長：5.225 km[1]

## 歴史
- 1965年（昭和40年）3月31日 - 広島県告示第259号により認定される[1]。
- 1973年（昭和48年）3月20日 - 安佐郡安古市町が広島市に編入されたことに伴い、起点の地名表記が変更される。

## 路線状況
1965年（昭和40年）の県道認定以前には、二級国道182号・広島松江線（1953年（昭和28年） - 1963年（昭和38年））→現在の国道54号だった時期があった。

### 道路施設

#### 橋梁
- 新庄橋（太田川放水路、広島市安佐南区 - 広島市西区）

## 地理

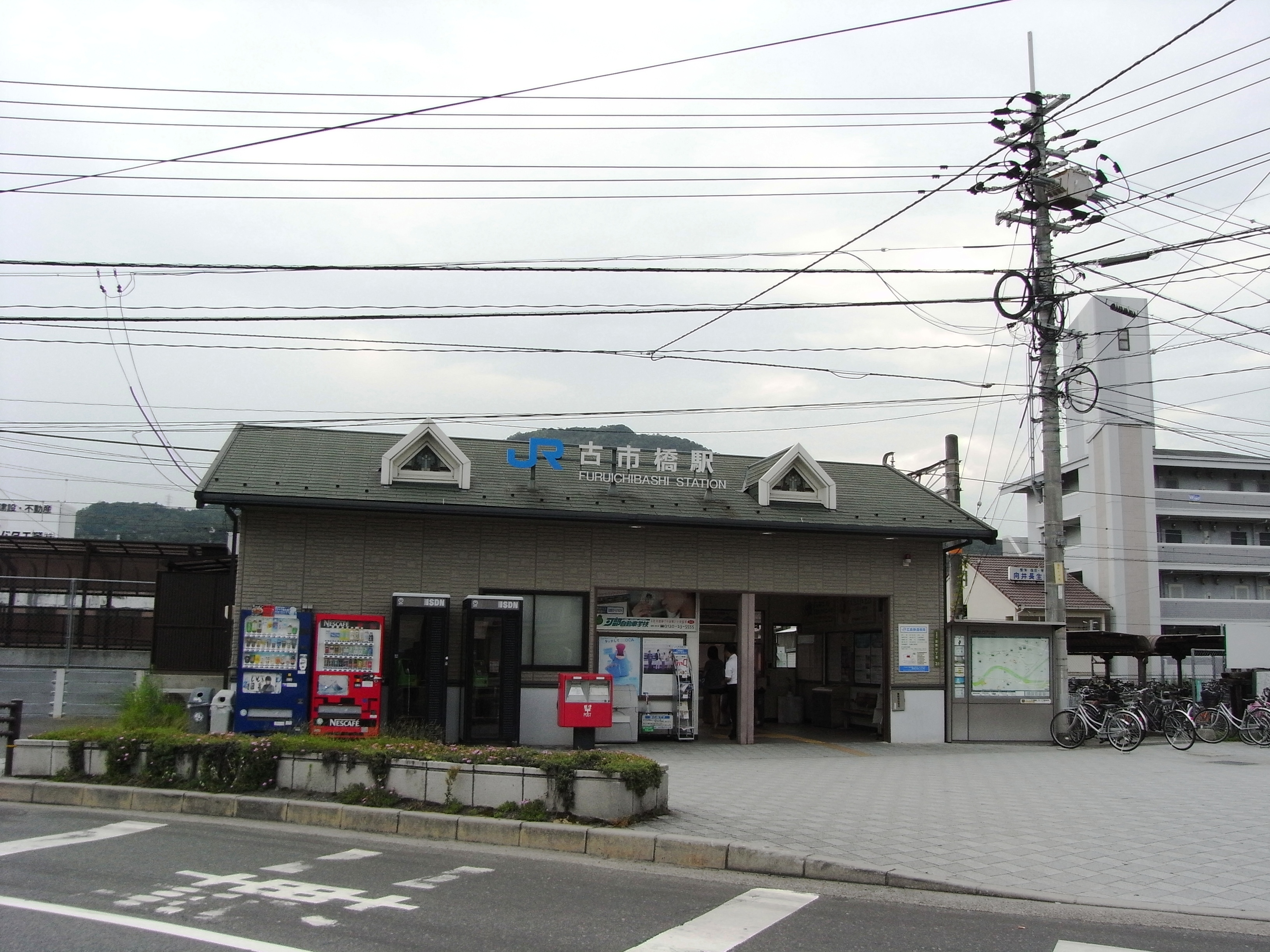
古市橋駅

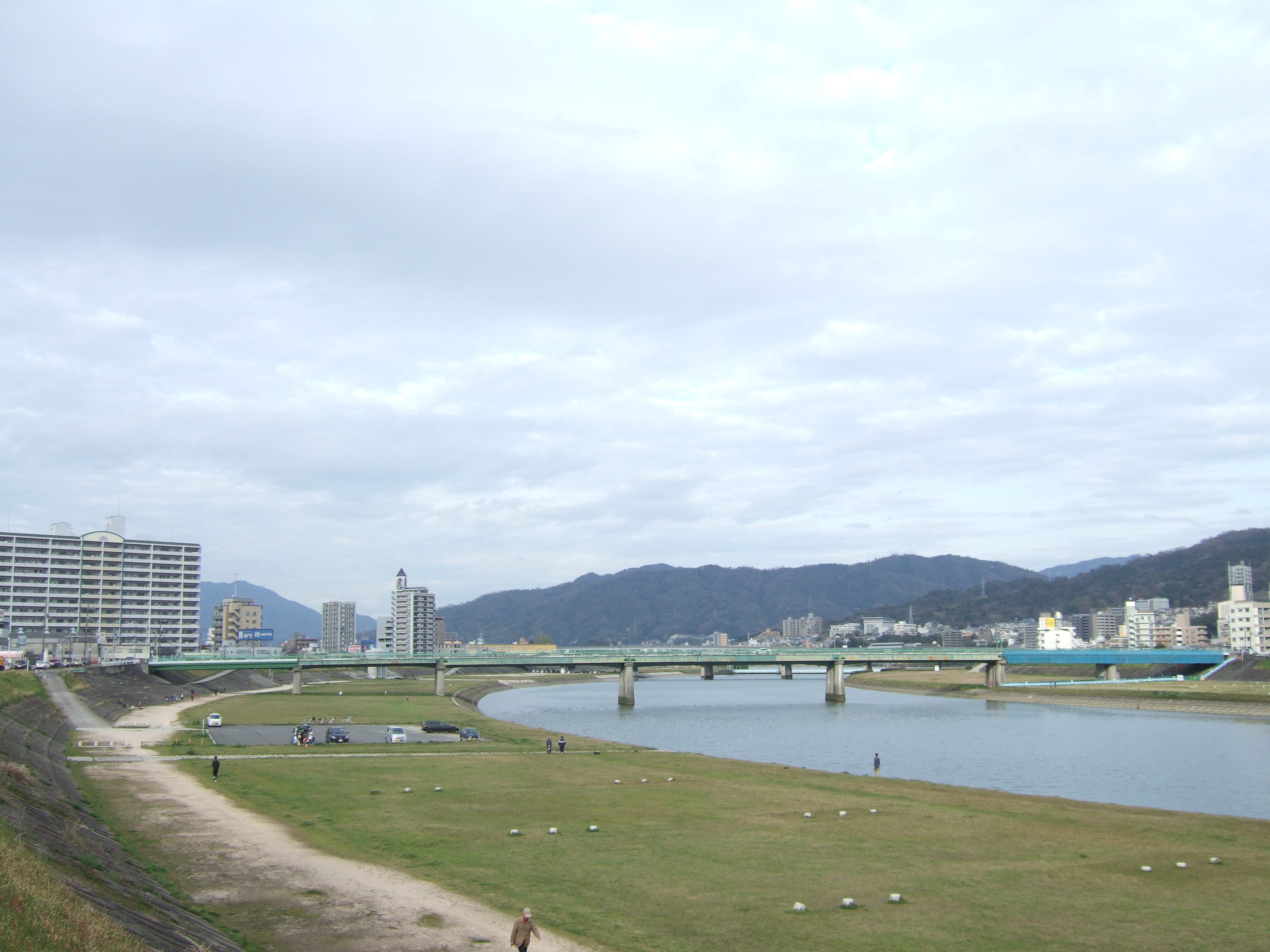
新庄橋

### 通過する自治体
- 広島市（安佐南区 - 西区）

### 交差する道路
| 交差する道路                  | 市町村名 | 市町村名 | 交差する場所              | 交差する場所              |
| ----------------------------- | -------- | -------- | ------------------------- | ------------------------- |
| 広島県道38号広島豊平線 / 旧道 | 広島市   | 安佐南区 | 古市3丁目                 | 古市橋駅前交差点 / 起点   |
| 広島市道西原山本線            | 広島市   | 安佐南区 | 祇園1丁目                 | 山本口（北）交差点        |
| 広島市道三篠三滝線            | 広島市   | 西区     | 三篠町（みささまち）2丁目 | 三篠町2丁目11番交差点     |
| 国道183号 国道261号 重複      | 広島市   | 西区     | 横川町3丁目               | 横川駅（東）交差点 / 終点 |

### 交差する鉄道
- 可部線
- 山陽本線
- 山陽新幹線

### 沿線
- JR西日本可部線
  - 古市橋駅 - 下祇園駅 - 三滝駅 - 安芸長束駅
- 広島市立祇園小学校
- AICJ中学校・高等学校
- 広島市安佐南区役所 祇園出張所
- 三滝緑地
- 広島市立長束小学校
- 三瀧寺（三滝観音）
- 広島市立三篠小学校
- JR西日本山陽本線・可部線 横川駅
- 広島電鉄横川線 横川駅電停